# Velluire

Velluire este o comună în departamentul Vendée, Franța. În 2009 avea o populație de 545 de locuitori.